# جيريمي هانسن
جيريمي هانسن (بالإنجليزية: Jeremy Hansen)‏ (و. 1976  م) هو رائد فضاء كندي، ولد في لندن.
.

## التعليم
تعلم في الكلية العسكرية الملكية في كندا.